# Стрельба в школе Санта-Фе
Стрельба́ в шко́ле Са́нта-Фе, городка в штате Техас, произошла 18 мая 2018 года. Десять человек были застрелены и тринадцать ранены. Пострадавшие были доставлены в больницу, затем все они, кроме двоих, были выписаны. Один пациент находился в удовлетворительном состоянии и, как ожидалось, остался в больнице на несколько дней.
17-летний Димитриос Пагуртзис был идентифицирован полицией в качестве подозреваемого и взят под стражу.

## Стрельба
Подозреваемый открыл стрельбу в художественном классе школы примерно в 7:40 утра. Один из потерпевших позже рассказал журналистам, что стрелок зашёл в класс и, указав на одного из присутствующих, сказал: «Я убью тебя». В заявлении для полиции подозреваемый признался в расстрелах и сказал, что пощадил тех одноклассников, которые ему нравились, и намерено пытался убить тех, в которых стрелял.
Офицеры полиции, находящиеся в школе, пытались оказать противодействие стрелку. Один из них, получив ранение, был доставлен в местную больницу в критическом состоянии.
Различные типы взрывных устройств были обнаружены в школе и вне кампуса, в том числе коктейли Молотова. Начальник полиции Джефф Пауэлл заявил: «В средней школе были обнаружены взрывные устройства, и в соседних районах тоже…» и предупредил местных жителей остерегаться любых подозрительных предметов.
Эд Гонсалес, шериф округа Харрис, сообщил о десяти погибших и нескольких раненых, включая двух сотрудников правоохранительных органов.
По данным властей, в инциденте были задействованы два вида огнестрельного оружия: дробовик и .38 револьвер. Оба они на законных основаниях принадлежат отцу подозреваемого.
Сообщалось, что подозреваемый после инцидента сдался властям. Губернатор Техаса Грег Эббот заявил, что стрелок «сдался», поскольку «у него не хватило смелости совершить самоубийство».

## Жертвы
Десять человек погибли и тринадцать человек получили ранения.
Среди погибших восемь студентов и два преподавателя.

## Подозреваемый
Подозреваемый был идентифицирован как 17-летний Димитриос Пагуртзис (род. 12 октября 2000) в ходе перестрелки он был ранен. Родился в семье греческого иммигранта, мать — латиноамериканка. По крайней мере один свидетель сообщил, что стрелок был жертвой издевательств со стороны нескольких студентов и тренеров. Один из его бывших учителей назвал его «тихим, но не тихим в жутком смысле слова».
Учительница также заявила, что никогда не видела, чтобы он рисовал или писал что-либо подозрительное или необычное в своем классном журнале. В то же время, журналы Пагуртзиса на его компьютере и мобильном телефоне, найденные властями после стрельбы, показали, что «он не только хотел совершить стрельбу, но и хотел совершить самоубийство после неё», — сказал губернатор штата Техас Грег Эббот. По его словам, Пагуртзис «планировали сделать это в течение некоторого времени. Он открыто сообщал о своих намерениях, но при этом ему как-то удалось остаться незамеченным».
The New York Times и Los Angeles Times обращают внимание на активность Пагуртзиса в социальных сетях. 30 апреля он выложил фотографию футболки с надписью «Рожденный убивать» на своей странице в Facebook. На его странице в Facebook также было выложено фото его плаща с приколотыми значками с советской, нацистской, и прочей символикой и с сопроводительной надписью: «Серп и Молот=Бунт. Флаг Восходящего Солнца=Тактика Камикадзе. Железный Крест=Отвага. Бафомет=Зло. Ктулху=Власть». Вскоре страница в Facebook была удалена.

### Судебные разбирательства
Пагуртзис был заключён в тюрьму округа Галвестон по обвинению в десяти убийствах с отягчающими обстоятельствами, а также в нападении при отягчающих обстоятельствах без права внесения залога. Родители Пагуртзис наняли адвокатов Николаса Поэля и Роберта Барфилда для защиты их сына. Оба адвоката выразили соболезнования обществу от имени родителей Пагуртзиса. В своем заявлении от 18 мая адвокаты не прокомментировали, находится ли Пагуртзис в состоянии предстать перед судом, и не подтвердили сообщение о том, что он содержится в одиночной камере.
Несмотря на тяжесть содеянного и практику применения смертной казни в Техасе, 17-летний Пагуртзис не может быть приговорён к смертной казни, благодаря решению Верховного суда по делу Роупер против Симмонса 2005 года, определившему, что смертные приговоры в отношении несовершеннолетних представляют собой жестокое и необычное наказание.

## Реакция
Президент США Дональд Трамп выразил соболезнования на пресс-конференции, состоявшейся вскоре после инцидента, и заявил, что его «администрация полна решимости сделать все, что в их силах, чтобы защитить наших студентов».
Министр образования Бетси Девос сказала, что школы должны быть «безопасной и благоприятной средой» и «мы просто не можем допустить, чтобы эта тенденция продолжалась».
Лидер демократов и представитель США Нэнси Пелоси выступила с заявлением по поводу стрельбы. «Сегодня утром, наш народ был убит горем из-за ужасного убийства невинных детей и педагога в школе Санта-Фе … наши молитвы с семьями и близкими раненых. Мы все благодарны сотрудникам, чьи мужество и героизм, предотвратили потерю большего числа жизней». Она также призвала Конгресс «действовать» с «большей решимостью: проголосовать ради предотвращения вооружённого насилия».
Губернатор Техаса Грег Эбботт заявил на пресс-конференции, что нападение было «одним из самых чудовищных, которые мы когда-либо видели в истории Техасских школ».
Организаторы Марша за наши жизни, пережившие стрельбу в средней школе Марджори Стоунман Дугласт тремя месяцами ранее, предложили помощь пострадавшим, заявив: «мы с вами». Они призвали людей помнить это нападение и «не дать замести его под ковёр. Это не цена нашей свободы … подобные трагедии будут продолжаться, если не будут приняты меры».
Футболист Джей Ватт из команды «Хьюстон Тексанс» предложил оплатить расходы на похороны погибших.

## Мемориалы и монументы
Студенты организовали бдение при свечах в поддержку жертв стрельбы в пятницу. Это было одно из нескольких бдений, которые были организованы в поддержку жертв, причем места были разбросаны по всему району. Была также организована централизованная сдача крови для помощи местным больницам.